# Ödskölts kyrkby
Ödskölts kyrkby är kyrkbyn i Ödskölts socken i  Bengtsfors kommun i Västra Götalands län, belägen cirka två kilometer sydväst om Ödskölt.
I byn finns Ödskölts kyrka.